# 顺阳郡 (西晋)
顺阳郡，中国西晋时时设置的郡。

## 历史
太康十年（289年）改南乡郡为顺阳郡，郡治在南乡县（今河南省淅川县滔河乡老人仓一带）。统领八县，酂县、顺阳县、南乡县、丹水县、武当县、阴县、筑阳县、析县，共二万一百户。辖境约当今河南省西峡、淅川、老河口、丹江口等市县和湖北省谷城县以及十堰市、郧县以东地。顺阳郡的郡名从289年持续到338年，东晋咸康四年（338年）复名南乡郡。
刘宋（420年-479年）时期，又改称顺阳郡。元嘉二十六年（449年），顺阳郡从荆州划给雍州，顺阳郡领八县：朝阳县（457年废）、武当县、酂县、阴县、泛阳县、筑阳县、析县、修阳县。南梁（502年－557年）时，梁武帝父名“蕭順之"，避帝讳“顺”字，郡名和县名皆改为从阳，属南北朝时期从长安侨置于襄阳的雍州，辖顺阳、南乡、丹水、槐里、清水、郑县，其中槐里、清水和郑县为侨置县。建武五年（498年），顺阳被北魏（386年～534年）攻陷，仍曰顺阳郡，郡治移治顺阳县（今河南省淅川县李官桥镇），辖顺阳县、南乡县、丹水县、临洮县和槐里县。
西魏（534年-556年）时又改为南乡郡，辖境缩小。隋朝开皇初年，南乡郡被废除。

## 顺阳国
| 晉朝顺阳國（286年—311年） |        |        |          |             |          |
| 傳位                      | 稱號   | 姓名   | 在位年數 | 在位時間    | 備註     |
| 第1代                     | 顺阳王 | 司馬畅 | 26年     | 286年—311年 | 司馬骏子 |
| 國絕                      |        |        |          |             |          |

## 参看
- 顺阳县
- 顺阳川
- 顺阳范氏
- 顺阳侯
- 顺阳王
- 顺阳公主